# Lepilemur hollandorum
Lepilemur hollandorum, lémur saltador de Mananara, es una especie de mamífero primate de la familia Lepilemuridae. Como todos los lémures es endémico de la isla de Madagascar y se distribuye al noreste de la isla, en la región de Mananara Norte.
Su cuerpo mide entre 29 y 34 cm, y la cola de 27 a 29 cm. Su masa corporal alcanza un kilogramo de peso. Desde la cabeza hasta la mitad de la espalda es marrón rojizo moteado y marrón grisáceo claro hasta la cola. Posee una línea marrón oscura a negra en forma de Y desde la cabeza hasta mitad de la espalda. La cara es gris y el cuello, mejillas y orejas son rubias. El vientre es gris claro y la cola es de marrón a negro hacia la punta. Pies y manos son marrón grisáceas.
Se encuentra en las selvas de las tierras bajas, tiene hábitos arbóreos y nocturnos, y se alimenta de hojas.
Su estatus en la Lista Roja de la UICN es de «especie en peligro de extinción», debido a su reducida área de distribución —menos de 400 km²— muy fragmentada y en continuo declive.